# Luftseilbahn Garajau
| |         |                  |                  |
| Streckenlänge:                                                                                         | 0,25 km |                  |                  |
| |         |                  |                  |
| \| \| 0,25 \| Caniço \| Caniço \| \| \| \| \| \| \| \| 0,00 \| Ponta do Garajau \| Ponta do Garajau \| |         |                  |                  |
| U-Bahn-Kopfbahnhof Streckenanfang                                                                      | 0,25    | Caniço           | Caniço           |
| U-Bahn-Strecke                                                                                         |         |                  |                  |
| U-Bahn-Kopfbahnhof Streckenende                                                                        | 0,00    | Ponta do Garajau | Ponta do Garajau |

Die Luftseilbahn Garajau  (portugiesisch: Teleférico do Garajau) ist eine Luftseilbahn auf Madeira. Östlich von Funchal verbindet sie im Caniço (Kreis Santa Cruz) die Christo-Rei-Statue mit dem Strand (Praia do Garajau) und dem Meeresschutzgebiet Ponta do Garajau.

## Geschichte und Beschreibung
Die Bergstation der Seilbahn liegt am Südende der Gemeinde Caniço an der Küste und nur rund 200 Meter vor der Christo-Rei-Statue auf dem Felsvorsprung. Vor der Bergstation befindet sich ein kleiner Parkplatz. Bereits vorher biegt eine kleine Straße ab, die in Serpentinen den Hang hinab führt und die bis zur Hälfte mit dem Auto heruntergefahren werden kann. Am Strand können sich Touristen neben Bademöglichkeiten, einer Snackbar und über ein Tauchzentrum das Meeresschutzgebiet Garajau aus nächster Nähe erkunden.
Der Bau der Seilbahn wurde 2006 begonnen und im Folgejahr am 22. April 2007 mit der Eröffnung abgeschlossen. Ausführende Firma war das österreichische Maschinenbauunternehmen Doppelmayr. Die Bergstation liegt auf einer Höhe von 157 Metern, die Talstation in einer Höhe von vier Metern.
Aus technischer Sicht handelt es sich um eine fixgeklemmte Pendelbahn mit zwei Gondeln für jeweils acht Personen. Mit einer Streckenlänge von 250 Metern wird ein Höhenunterschied von 153 Metern überwunden. Dabei nutzt die Konstruktion eine einzige Stütze an der Bergstation. Die Höchstgeschwindigkeit beträgt vier Meter pro Sekunde, was 14,4 km/h sind, die Fahrtzeit beträgt 1,5 Minuten. Pro Stunde können 225 Personen befördert werden. Die Betriebszeiten sind im Sommer von 10.00 bis 20.00 Uhr und im Winter von 10.00 bis 18.00 Uhr.

## Bilder

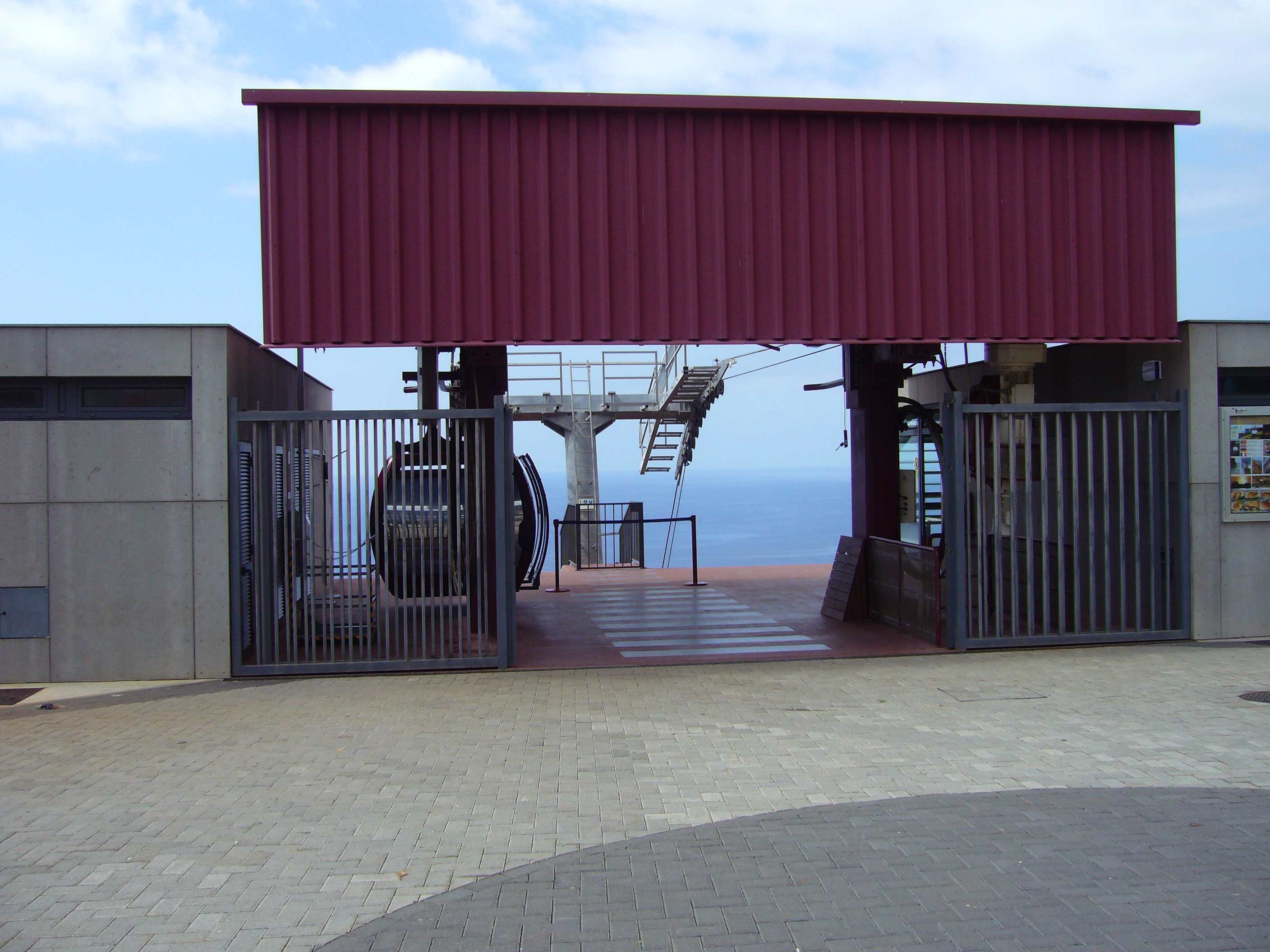
Bergstation mit Zugang
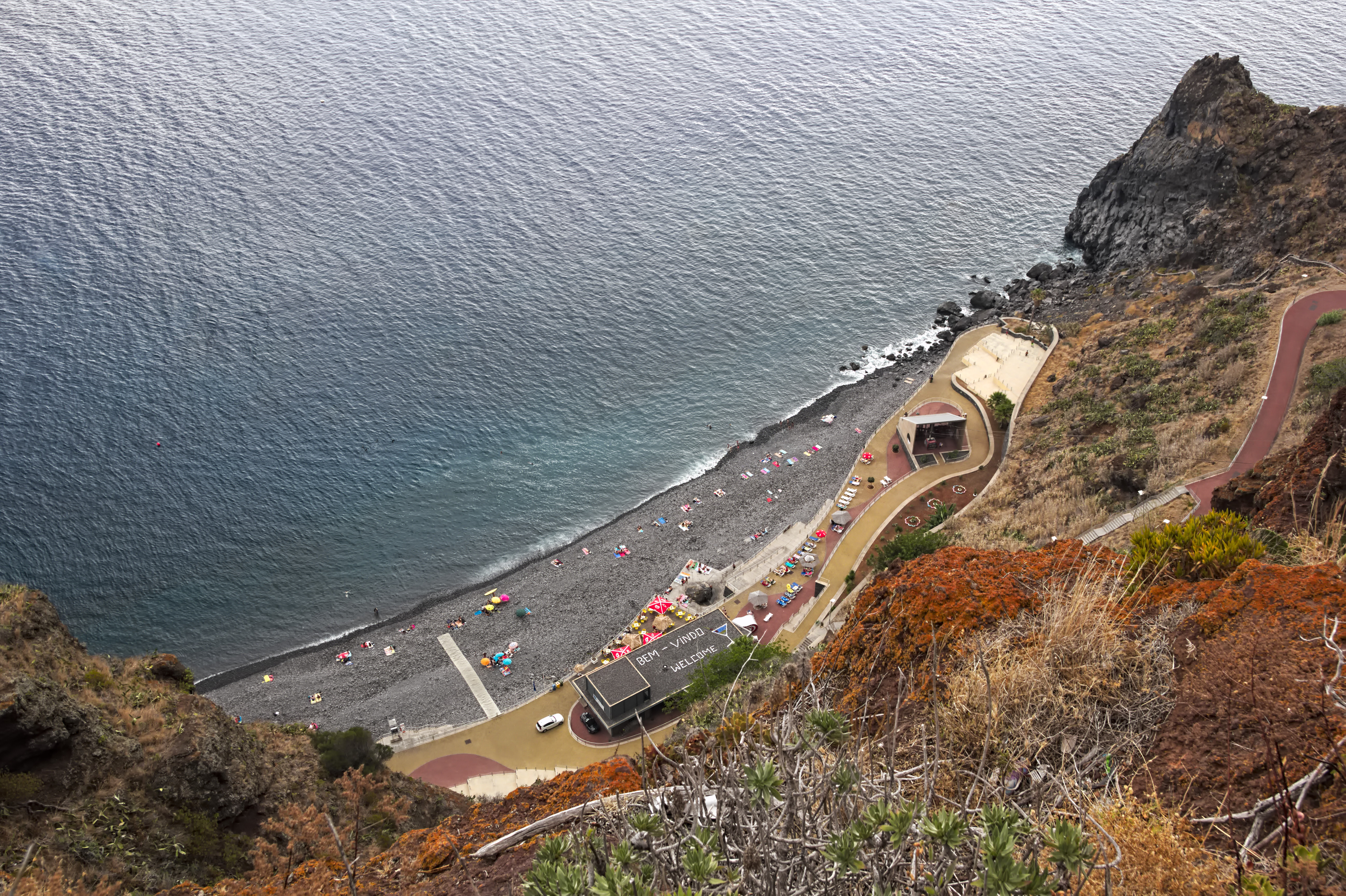
Blick von Bergstation auf Strand und Talstation
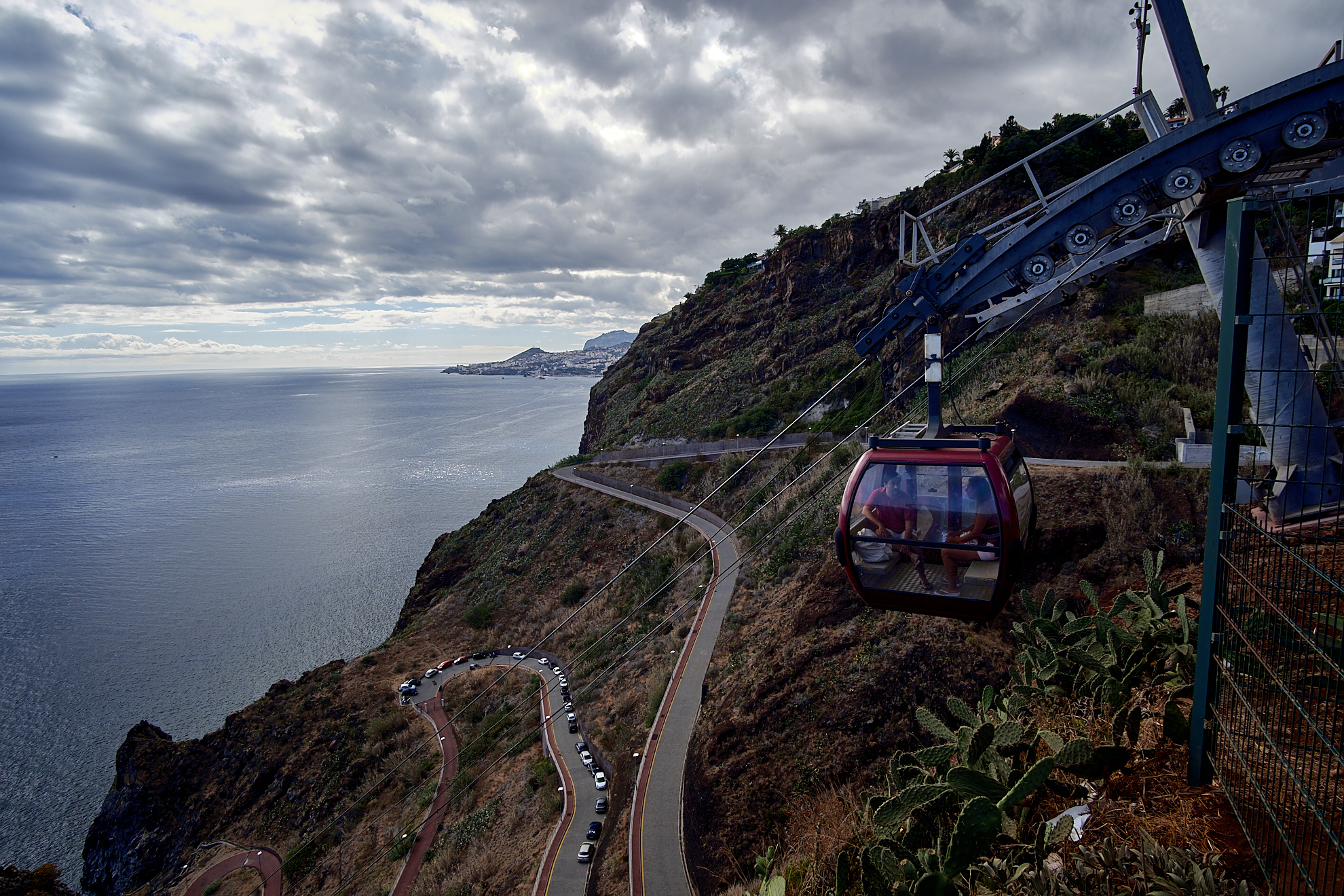
Panorama von Bergstation mit der einzigen Stütze
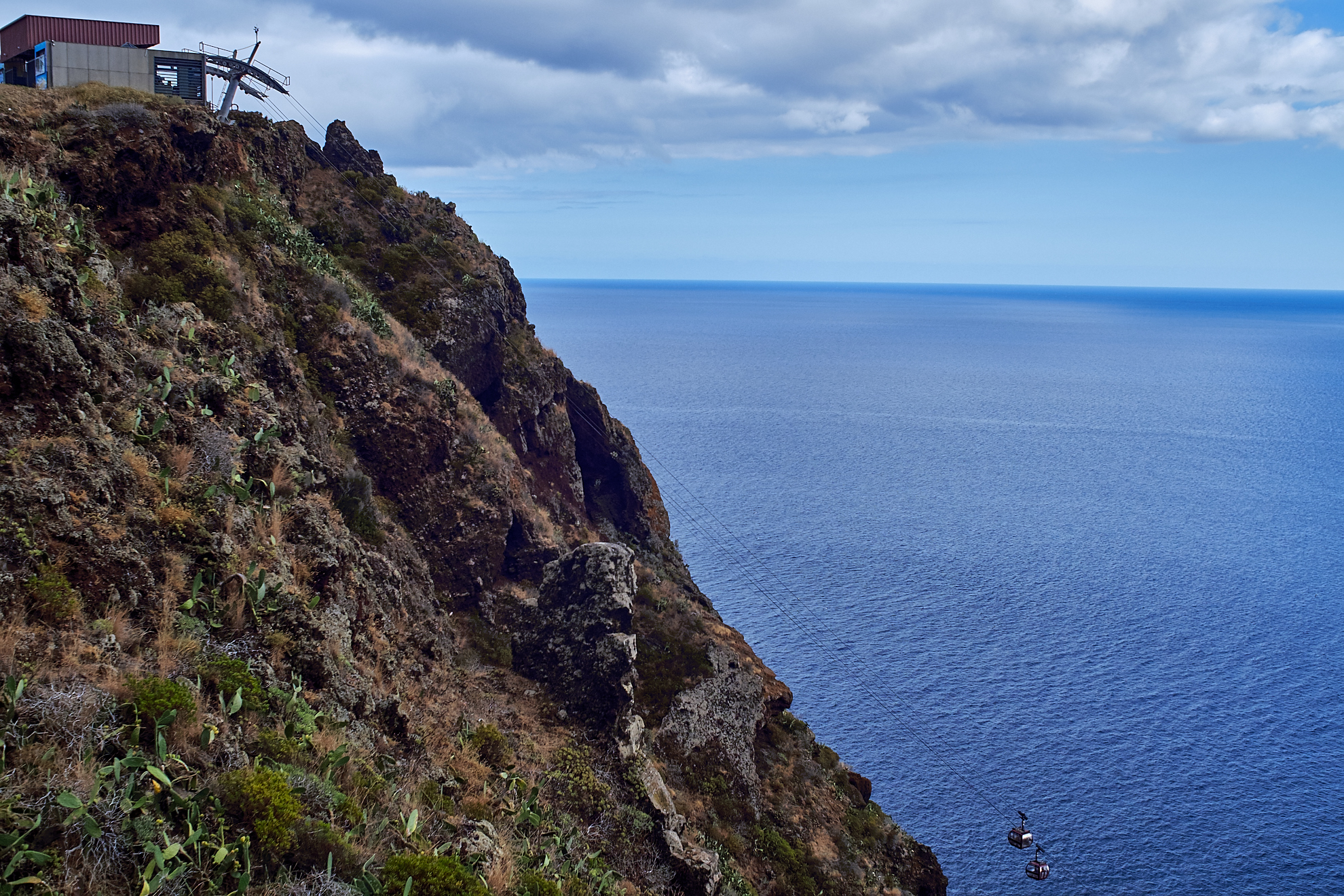
Bergstation mit Gefälle und Gondeln
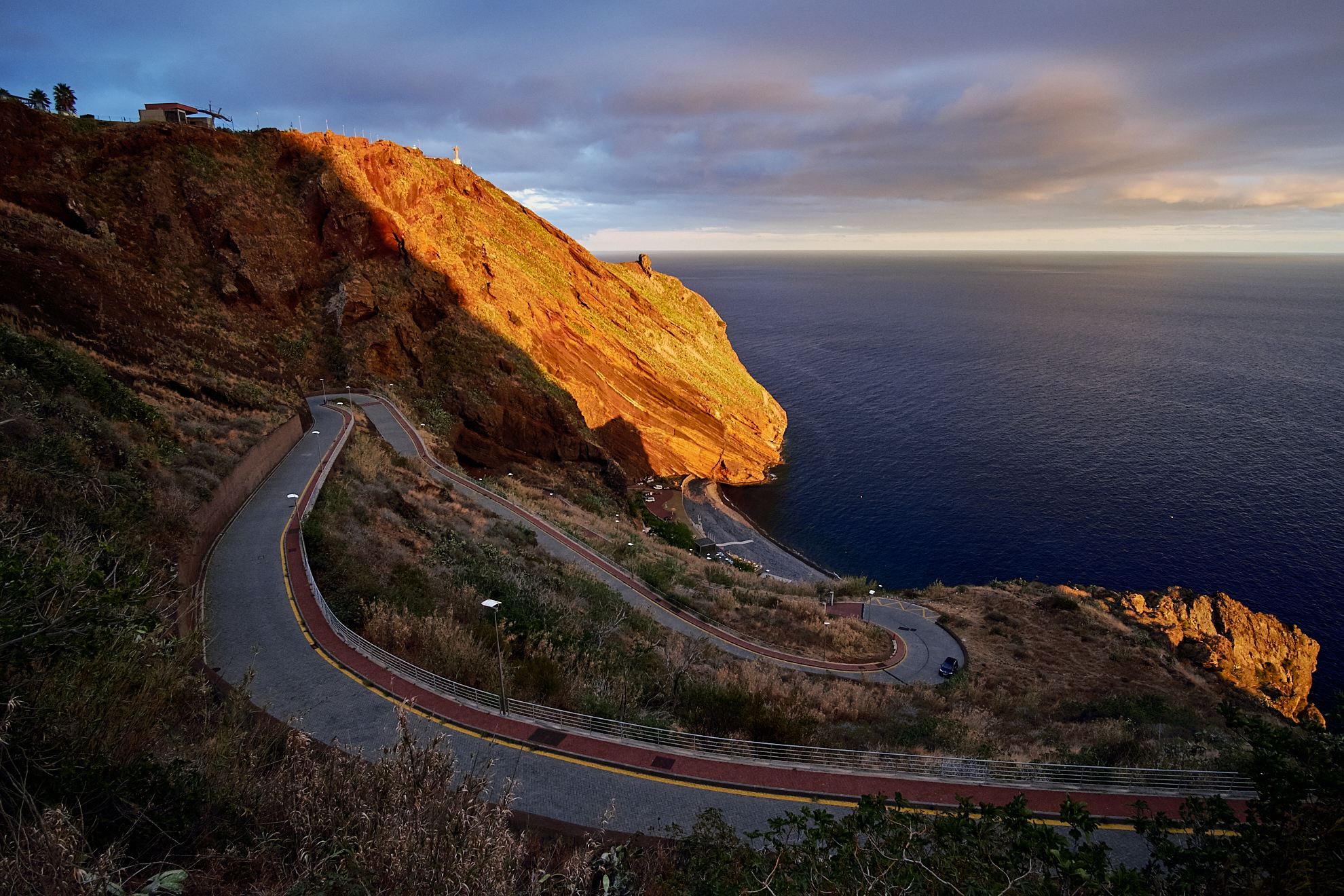
Panorama Seilbahn mit Cristo-Rei-Statue
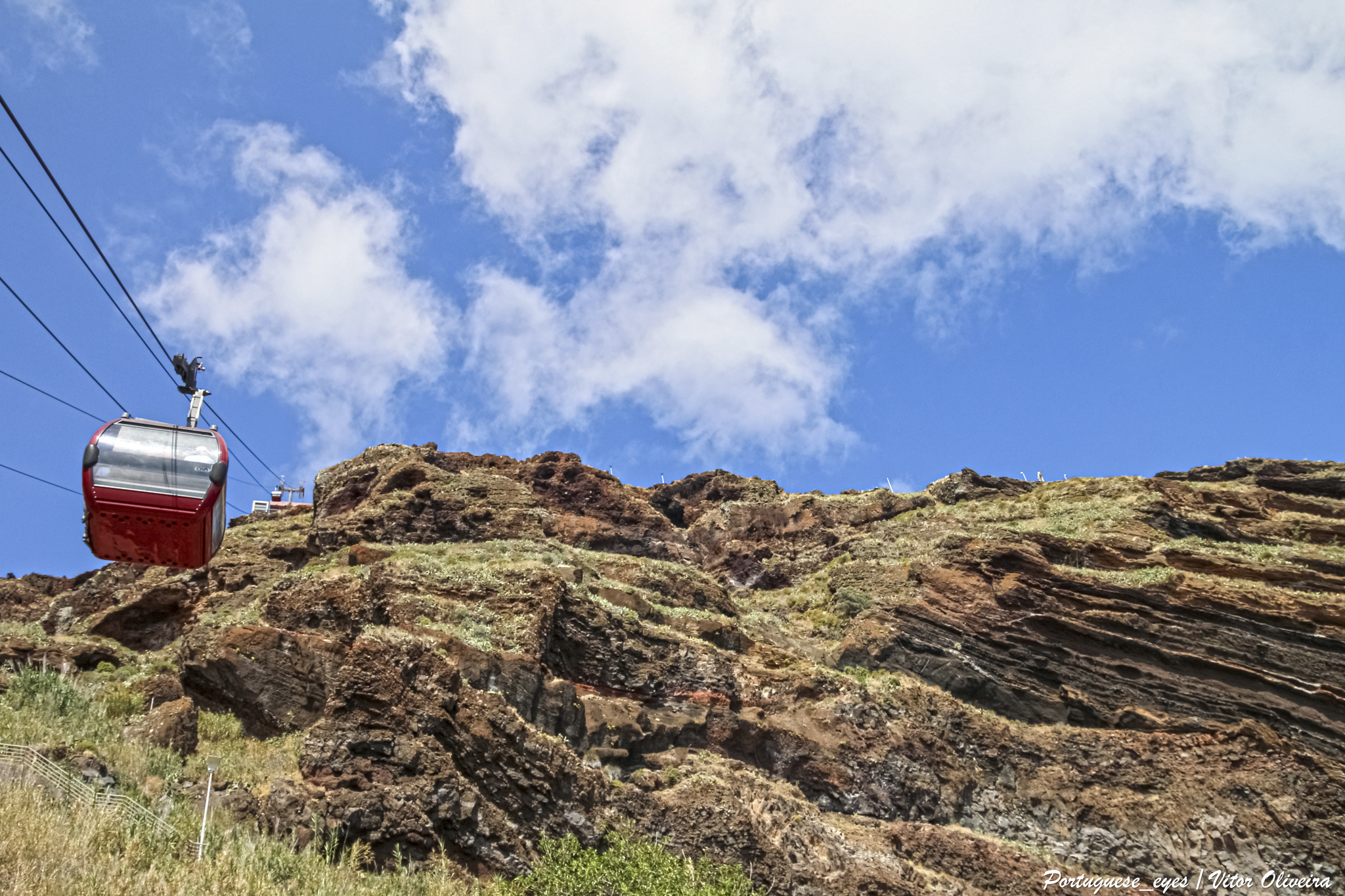
Blick von unten auf Gondel und Hang